# Lolesio Tuita
Lolesio Tuita (ur. 15 lipca 1943 w dystrykcie Hihifo w okręgu administracyjnym Uvea terytorium Wallis i Futuny, zm. 15 grudnia 1994 w Vaitupu) – francuski lekkoatleta, specjalizujący się w rzucie oszczepem, olimpijczyk.

## Kariera sportowa
Zajął 11. miejsce w rzucie oszczepem na igrzyskach olimpijskich w 1972 w Monachium. Odpadł w kwalifikacjach tej konkurencji na mistrzostwach Europy w 1974 w Rzymie.
Jako mieszkaniec Wallis i Futuny z powodzeniem startował w Igrzyskach Południowego Pacyfiku. Trzykrotnie zwyciężał w rzucie oszczepem w 1969 w Port Moresby, w 1971 w Papeete i w 1975 w Tumon, a w 1969 i 1971 zdobył również brązowe medale w pchnięciu kulą.
Był mistrzem Francji w rzucie oszczepem w 1970, 1972 i 1973, wicemistrzem w 1971, 1974 i 1976 oraz brązowym medalistą w 1969.
Jego rekord życiowy w rzucie oszczepem (starego typu) wynosił 81,70 m. Został ustanowiony podczas półfinału pucharu Europy w Nicei 5 sierpnia 1973.